# Carbofuran
Le carbofuran  est une substance active utilisée comme insecticide. Il appartient à la grande famille des carbamates. Du fait de sa toxicité, le carbofuran est interdit en France depuis le 13 décembre 2008.

## Réglementation
Sur le plan de la réglementation des produits phytopharmaceutiques :
- pour l’Union européenne : cette substance active est interdite par la décision 2007/416/CE à la suite de l'examen relatif à l'inscription à l’annexe I de la directive 91/414/CEE.
- pour la France : cette substance active n'est pas autorisée dans la composition de préparations bénéficiant d’une autorisation de mise sur le marché. Les dates limites d'écoulement des stocks sont fixées par l'avis au Journal officiel du 4 septembre 2007 au 31 août 2008 pour la distribution, et au 13 décembre 2008 pour l'utilisation.
- Selon notreterre.org, les quatre pesticides interdits, carbofuran, endosulfan, terbuthylazine et triazines empoisonnent toujours les sols, malgré la législation[6].
- Au Canada, la concentration maximale permise dans l'eau potable est de 90 μg·L-1, alors que dans l’Union européenne, elle est de 0,1 μg·L-1 comme pour toutes les substances actives de produits phytopharmaceutiques.

## Caractéristiques physico-chimiques
Le carbofuran est un produit solide cristallin. Il est stable en milieu neutre ou acide, mais instable en milieu alcalin. Il se dégrade facilement avec l'augmentation de la température, la variation du pH ou en présence des rayons solaires.
Les caractéristiques physico-chimiques dont l'ordre de grandeur est indiqué ci-après, décrivent en partie les risques de transfert de cette substance active vers les eaux, et le risque de pollution des eaux :
- Pression de vapeur: 2,7 x 10-3 Pa à 33 °C
- Hydrolyse à pH 7 : très stable. En général, l'hydrolyse chimique du carbofuran est plus rapide en milieu alcalin qu'en milieu acide ou neutre.
- Solubilité dans l'eau : 700 mg·L-1 à 25 °C,

### Mobilité
Dans le sol, le carbofuran a une mobilité de élevée à très élevée.

### Dégradation
- Dans l'eau, le carbofuran se dégrade par hydrolyse, par décomposition microbienne et par photolyse. À 25 °C, on rapporte des demi-vie de 690, 8,2 et 1,0 semaines pour des pH respectifs de 6,0, 7,0 et 8,0.
- Dans le sol, le carbofuran se dégrade par hydrolyse, par action microbienne et quelquefois par photodécomposition. Sa persistance dépend du pH, du type de sol, de la température, de la teneur en eau et de la population microbienne.². Dans le sol, il se dégrade en différents composés comprenant le carbofuranephénol, le 3-hydroxycarbofurane et le 3-céto-carbofurane ; des études sur le terrain ont indiqué une demi-vie de 26 à 110 jours dans le sol. Le carbofurane peut faire l'objet d'une lixiviation importante, bien que dans les sols fortement organiques il peut ne pas y avoir de lixiviation.³
- La vitesse de dégradation du carbofuran augmente lorsque la dose d'application diminue, lorsque la teneur en argile et en matières organiques du sol diminue, lorsque le pH augmente et lorsque la teneur en eau du sol augmente

### Volatilisation
- Pas une importante volatilisation du carbofuran à partir des surfaces du sol. En cas de dispersion dans l'atmosphère ambiante, on le retrouve présent en phase vapeur et en phase particulaire. Le carbofuran en phase vapeur se dégrade dans l'atmosphère en réagissant avec les radicaux hydroxyles d'origine photochimique, avec une demi-vie d'environ 13 heures. Le carbofuran en phase particulaire peut être éliminé de l'atmosphère par des mécanismes physiques, par dépôt humide et par dépôt sec. La photolyse directe peut constituer un important mécanisme d'élimination du carbofuran contenu dans l'atmosphère.

### Bioaccumulation
- Coefficient de partage carbone organique-eau : 22 cm3·g-1. Ce paramètre, noté Koc, représente le potentiel de rétention de cette substance active sur la matière organique du sol. La mobilité de la matière active est réduite par son absorption sur les particules du sol.
- Coefficient de partage octanol-eau : entre 1,6 et 2,32 ; par conséquent pas de bioaccumulation importante. Ce paramètre, noté log Kow ou log P, mesure l’hydrophilie (valeurs faibles) ou la lipophilie (valeurs fortes) de la substance active.
- Pas de bioaccumulation importante de carbofurane pour les organismes aquatiques.

## Utilisation et source de contamination
Le carbofuran (C12H15NO3) est un insecticide et un nématicide de la famille des carbamates utilisé en agriculture pour lutter contre une grande variété d'insectes défoliateurs et fouisseurs qui s'attaquent à de nombreuses cultures fruitières et maraichères. On le trouve en forte concentration dans les régions agricoles, notamment dans l'atmosphère et dans les cours d'eau avoisinants.
Le Canada à lui seul utilise entre 100 et 500 tonnes de carbofuran par année.
Le carbofuran est aussi utilisé illégalement pour l'empoisonnement intentionnel de la faune sauvage, surtout rapaces et mustélidés. Par ricochet, il peut être à l'origine de la mort d'animaux domestiques.

## Méthodes d'analyse
La concentration de carbofuran dans l'eau peut être déterminé par :
- chromatographie liquide haute performance, couplée à un détecteur conventionnel tel UV, fluorescence, électrochimique ou spectrométrie de masse ;
- hydrolyse à l'hydroxyde de sodium, réaction de la méthylamine résultante avec du o-phtalaldéhyde et détection du dérivé par fluorescence. On peut également y parvenir par acidification de l'échantillon, extraction au dichlorométhane et séparation ;
- chromatographie en phase gazeuse avec détection de l'azote et du phosphore.

## Écotoxicologie
Sur le plan de l’écotoxicologie, les concentrations létales 50 (CL50) et dose létale DL50 dont l'ordre de grandeur est indiqué ci-après, sont observées :
- CL50 sur poissons : 0,1 mg·L-1,
- CL50 sur daphnies : 0,015 mg·L-1,
- CL50 sur algues : 19,9 mg·L-1.
- DL50 chez les Souris (Orale) : 2 mg·kg-1
- La valeur d'exposition moyenne pondérée (VEMP) : 0,1 mg·m-3.
- L'apport quotidien acceptable de carbofuran : 0,01 mg·kg-1·j-1.

## Phytotoxicologie
La demi-vie du carbofuran sur les végétaux est d'environ 4 jours en cas d'application aux racines et de plus de 4 jours en cas d'application foliaire.

## Toxicité pour l’homme
Le carbofuran est absorbé par les voies respiratoires, la peau et les voies digestives. C'est un inhibiteur de l'acétylcholinestérase. Ainsi la personne exposée à des doses supérieures à 0,25 mg·kg-1 du poids corporel peut développer des symptômes tels que salivation, diaphorèse, douleurs abdominales, somnolence, étourdissement, anxiété, vomissement, perte des contrôles, voire coma et arrêt cardiaque.
- En cas d'ingestion, faire boire une grande quantité d'eau. Faire vomir la personne si possible et appeler un médecin.
- En cas d'inhalation des vapeurs ou des poussières, amener la personne dans un endroit aéré. Si elle ne respire pas, pratiquer la respiration artificielle. Appeler un médecin.

## Dans l'actualité
L'affaire Roland Bondonny est une affaire criminelle française, dans laquelle plus de 144 animaux de compagnie (essentiellement des chiens de chasse) ont été empoisonné par du Carbofuran entre 1997 et 2001.
En octobre 2024, dans les Ardennes, un pisciculteur a été condamné pour avoir empoisonné au Carbofuran en mai de la même année un Pygargue à queue blanche issu d'un programme de réintroduction haut-savoyard,.